# 筹边使
筹边使，民國初年官名。北洋政府设置，节制两省以上，其性质与巡阅使相似。

## 筹边使列表
- 东三省筹边使：章太炎
- 西北筹边使：1919年（民国八年）六月十三日特派徐树铮出任。设中华民国驻库伦筹边使公署（简称“驻库公署”）。[2]1920年7月4日直皖战争暴发前夕裁撤。
- 陕甘筹边使：张广建